# Подводные лодки типа «Коллинз»
Подводные лодки типа «Коллинз» (англ. Collins class submarine) — серия австралийских дизель-электрических подводных лодок. Спроектированы в 1987—1989 годах шведской фирмой Kockums по заказу КВМФ Австралии, для замены устаревших подводных лодок типа «Оберон».

## Описание
Лодки типа «Коллинз» являются самыми большими неатомными подводными лодками, состоящими на вооружении.

## Строительство и модернизация
Всего с 1990 по 2003 год на государственной верфи в Аделаиде, частично из произведённых в Швеции секций корпуса, было построено шесть подводных лодок этого типа. Они поступали на вооружение ВМС Австралии с 1996 по 2003 годы, все обнаруживаемые неполадки устранялись в кратчайшие сроки.

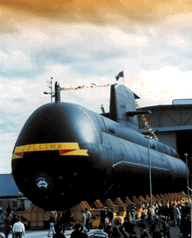
HMAS Collins

С 2009 года на производственных мощностях Австралийской судостроительной компании ASC подводные лодки типа «Коллинз» ВМС Австралии начали проходить через программу ремонта и модернизации, основной целью которой является замена системы боевого управления и наладить надежную работу пусковой системы ПКР «Гарпун». В 2016—2017 годах на них были установлены новые сонары. Также была модернизирована главная энергетическая установка. В частности, переделана система запуска дизельных двигателей, и они же существенно доработаны, что позволило устранить их сильную вибрацию. Доработаны электрические двигателя. Произведена замена генераторов. Это позволило устранить неполадки, с которыми сталкивались экипажи практически с самого момента их поступления на флот.
Первыми модернизацию прошли «Коллинз» и «Рэнкин».

## Служба

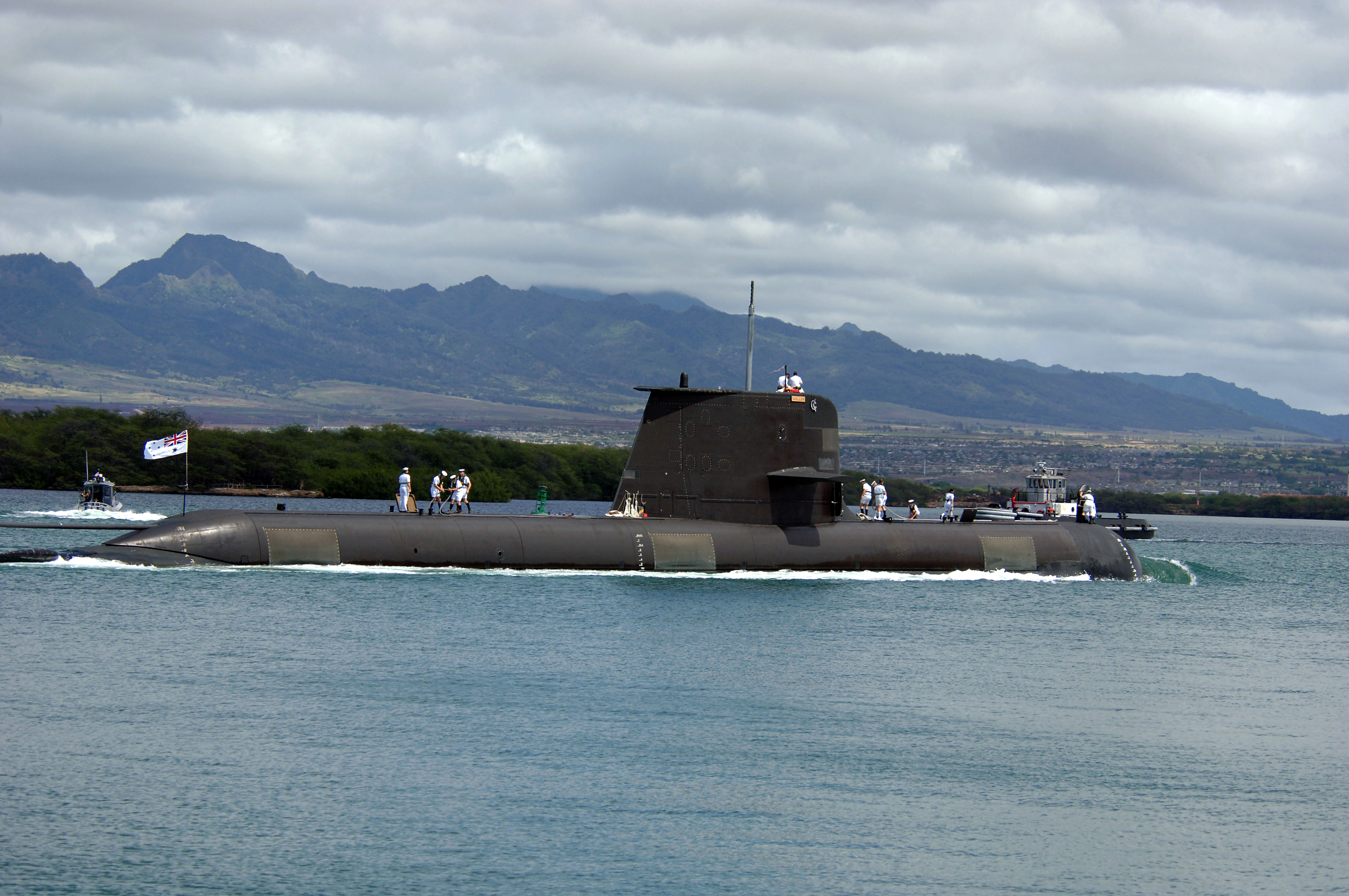
HMAS Waller заходит в гавань Перл-Харбор перед учениями RIMPAC 2008

В 2008 году не все подводные лодки находились в строю. Причиной этого стало то, что командование ВМС Австралии оказалось неспособно формировать полноценные экипажи кораблей ─ моряки, обученные управлению «Коллинзами», ещё в годы их принятия на вооружение, начали уходить в отставку, а подготовка новых кадров при этом не велась.
На 2013 год «Коллинзы» являются единственным типом подводных лодок на вооружении КВМФ Австралии. Согласно действующим планам министерства обороны Австралии они останутся на вооружении как минимум до 2025 года и будут использоваться не только для морского патрулирования, но и для подготовки экипажей для перспективных подводных лодок нового поколения, и в соответствии с планом переоснащения вооружённых сил на смену «Коллинзам» на верфях Австралии будут построены 12 подводных лодок нового типа.

## Представители проекта
| Название          | Заводской номер | Дата закладки   | Спуск на воду   | Ввод в строй    | Статус на 2013 год |
| ----------------- | --------------- | --------------- | --------------- | --------------- | ------------------ |
| Коллинз Collins   | № 73            | 14 февраля 1990 | 28 августа 1993 | 27 июля 1996    | В строю            |
| Фарнкомб Farncomb | № 74            | 1 марта 1991    | 15 декабря 1995 | 31 января 1998  | В строю            |
| Уоллер Waller     | № 75            | 19 марта 1992   | 14 марта 1997   | 10 июля 1999    | В строю            |
| Дешенё Dechaineux | № 76            | 4 марта 1993    | 12 марта 1998   | 23 февраля 2001 | В строю            |
| Шиан Sheean       | № 77            | 17 февраля 1994 | 1 мая 1999      | 23 февраля 2001 | В строю            |
| Рэнкин Rankin     | № 78            | 12 мая 1995     | 7 ноября 2001   | 29 марта 2003   | В строю            |